# 1175年
| 千纪： | 2千纪 |
| 世纪： | 11世纪 \| 12世纪 \| 13世纪 |
| 年代： | 1140年代 \| 1150年代 \| 1160年代 \| 1170年代 \| 1180年代 \| 1190年代 \| 1200年代                                               |
| 年份： | 1170年 \| 1171年 \| 1172年 \| 1173年 \| 1174年 \| 1175年 \| 1176年 \| 1177年 \| 1178年 \| 1179年 \| 1180年                     |
| 纪年： | 乙未年（羊年）；西夏祐六年；大理利贞四年；金大定十五年；西辽崇福十二年；南宋淳熙二年；越南天感至寶二年；日本承安五年，安元元年 |

## 大事记
- 粘拔恩部首領寅特斯和康裡部首領孛古率3萬戶背叛西遼，投靠金朝，使西遼對謙河（今葉尼塞河上游）一帶的控制力減弱。